# お楽しみ会
お楽しみ会（おたのしみかい）とは、日本の子供会・保育所・幼稚園・小学校・老人ホームなどで行われるパーティーの一種である。親睦会（しんぼくかい）や交歓会（こうかんかい）やオフ会ともいう。

## 一般的に行われているお楽しみ会

### 逐次開催
- ゲーム大会
- 餅つき大会
- 交換会
- 誕生日会
- 送別会
- 歓迎会
- 飲食会

### 季節開催
- 新年会
- 節分会
- 雛祭り会
- こどもの日会
- 母の日会
- 父の日会
- 七夕会
- 納涼会
- 敬老の日会
- 芋煮会
- ハロウィン会
- クリスマス会
- 忘年会